# Podomyrma rugosa
Podomyrma rugosa é uma espécie de formiga do gênero Podomyrma, pertencente à subfamília Myrmicinae.